# Кірхберг (Берн)
Кірхберг (нім. Kirchberg BE) — громада  в Швейцарії в кантоні Берн, адміністративний округ Емменталь.

## Географія
Громада розташована на відстані близько 19 км на північний схід від Берна.
Кірхберг має площу 9,1 км², з яких на 21,3% дозволяється будівництво (житлове та будівництво доріг), 44,9% використовуються в сільськогосподарських цілях, 32,2% зайнято лісами, 1,7% не є продуктивними (річки, льодовики або гори).

## Демографія
2019 року в громаді мешкало 5916 осіб (+6% порівняно з 2010 роком), іноземців було 15,6%. Густота населення становила 654 осіб/км².
За віковим діапазоном населення розподілялося таким чином: 19,5% — особи молодші 20 років, 59% — особи у віці 20—64 років, 21,5% — особи у віці 65 років та старші. Було 2666 помешкань (у середньому 2,2 особи в помешканні).
Із загальної кількості 3082 працюючих 67 було зайнятих в первинному секторі, 1011 — в обробній промисловості, 2004 — в галузі послуг.